# Alexander Bickel
Alexander Mordecai Bickel (17 de diciembre de 1924-1974) fue un jurista y profesor estadounidense y experto en la Constitución de los Estados Unidos. 
Uno de los comentaristas constitucionales más influyentes del siglo XX, sus escritos enfatizan la moderación judicial.

## Biografía
Bickel nació el 17 de diciembre de 1924 en Bucarest, Rumania, de padres judíos, Yetta y Solomo Bickel. La familia emigró a la ciudad de Nueva York en 1939. Se graduó Phi Beta Kappa del City College de Nueva York en 1947 y summa cum laude de la Facultad de Derecho de la Universidad  Harvard en 1949. 
Después de la escuela de leyes, fue asistente legal del juez federal Calvert Magruder del Tribunal de Apelaciones del Primer Circuito de los Estados Unidos. En 1950, fue a Europa como oficial de la ley del Departamento de Estado de los Estados Unidos, sirviendo en Frankfurt, Alemania, y con la Delegación de Observadores de la Comunidad Europea de Defensa en París.
En 1952, regresó a los EE. UU. Y fue secretario del juez de la Corte Suprema Felix Frankfurter durante el período de 1952 a 1953. Él preparó un memorando histórico para Frankfurter, instando a que se reafirmara Brown v. Board of Education.
En 1956, se convirtió en instructor en la Facultad de Derecho de la Universidad Yale, donde enseñó hasta su muerte. Fue nombrado profesor de derecho e historia jurídica del canciller Kent en 1966 y profesor de derecho Sterling en 1974. 
Era amigo y colega de Charles Black , otro influyente estudioso del derecho constitucional.
Colaborador frecuente de Commentary , New Republic y The New York Times, Bickel argumentó en contra de la "restricción previa" de la prensa por parte del gobierno como parte de la exitosa representación de The New York Times en el caso Pentagon Papers (1971). También defendió la orden del presidente Richard Nixon de destituir al fiscal especial de Watergate, Archibald Cox.
Bickel murió de cáncer el 8 de noviembre de 1974 a los 49 años, en su casa de Connecticut.

La contribución más distintiva de Bickel al derecho constitucional fue enfatizar lo que él llamó "las virtudes pasivas" de la toma de decisiones judiciales: la negativa a decidir los casos sobre bases sustantivas si existen bases más estrechas para decidir el caso. Bickel consideraba que el "pedido privado" y la resolución voluntaria de los problemas eran generalmente preferibles a las soluciones legalistas.
En sus libros The Supreme Court and the Idea of Progress y The Morality of Consent , Bickel atacó a Warren Court por lo que consideraba un mal uso de la historia, un razonamiento de mala calidad y, a veces, resultados arbitrarios. Bickel pensó que las dos líneas de decisión más importantes de la Corte Warren, Brown contra la Junta de Educación y Baker contra Carr , no produjeron los resultados que la corte pretendía. En su libro The Least Dangerous Branch , Bickel acuñó el término dificultad contramayoritaria para describir su opinión de que la revisión judicial está en tensión con la teoría democrática.
Bickel imaginó que la Corte Suprema desempeñaba un papel de estadista en las controversias nacionales, entablando un diálogo con las otras ramas del gobierno. Por tanto, no veía a la corte como un organismo puramente pasivo, sino como uno que debía dirigir la opinión pública, aunque con cuidado.
Los escritos de Bickel abordaron temas tan variados como el constitucionalismo y el pensamiento burkeano, la ciudadanía, la desobediencia civil, la libertad de expresión, la autoridad moral y el pensamiento intelectual. Bickel ha sido citado por el presidente del Tribunal Supremo John Roberts [6] y por el juez Samuel Alito [7] como una gran influencia y es considerado uno de los conservadores constitucionales más influyentes del siglo XX.
En relación con el pensamiento y la filosofía legal de Alito, un escritor en 2011 analizó particularmente los disidentes de Alito en Snyder v. Phelps , Brown v. Entertainment Merchants Association y Estados Unidos v. Stevens , tres casos de la Primera Enmienda . El escritor rastreó la influencia de La Corte Suprema y la Idea de Progreso , La Moralidad del Consentimientoy otros escritos de Bickel tanto sobre el desarrollo del pensamiento de Alito en la universidad como sobre su elección de ir a Yale (Bickel moriría durante el tercer año de Alito allí); y como los escritos de Bickel se refirieron a las opiniones solitarias o minoritarias que Alito escribió en los tres casos, aquí se aparta en casos incluso de otros miembros conservadores de la corte generalmente aliados. [7]
Bickel era un instructor talentoso y de fácil acceso. En 1971, fue elegido miembro de la Academia Estadounidense de Artes y Ciencias . [8] Inauguró la serie de conferencias DeVane en Yale en 1972, donde enseñó a una gran clase principalmente de estudiantes universitarios de Yale.